# فردریک هجز
فردریک هجز (انگلیسی: Frederick Hedges; ۴ اکتبر ۱۹۰۳ – ۱۰ دسامبر ۱۹۸۹) قایقران روئینگ اهل کانادا بود.